# Maßkrug

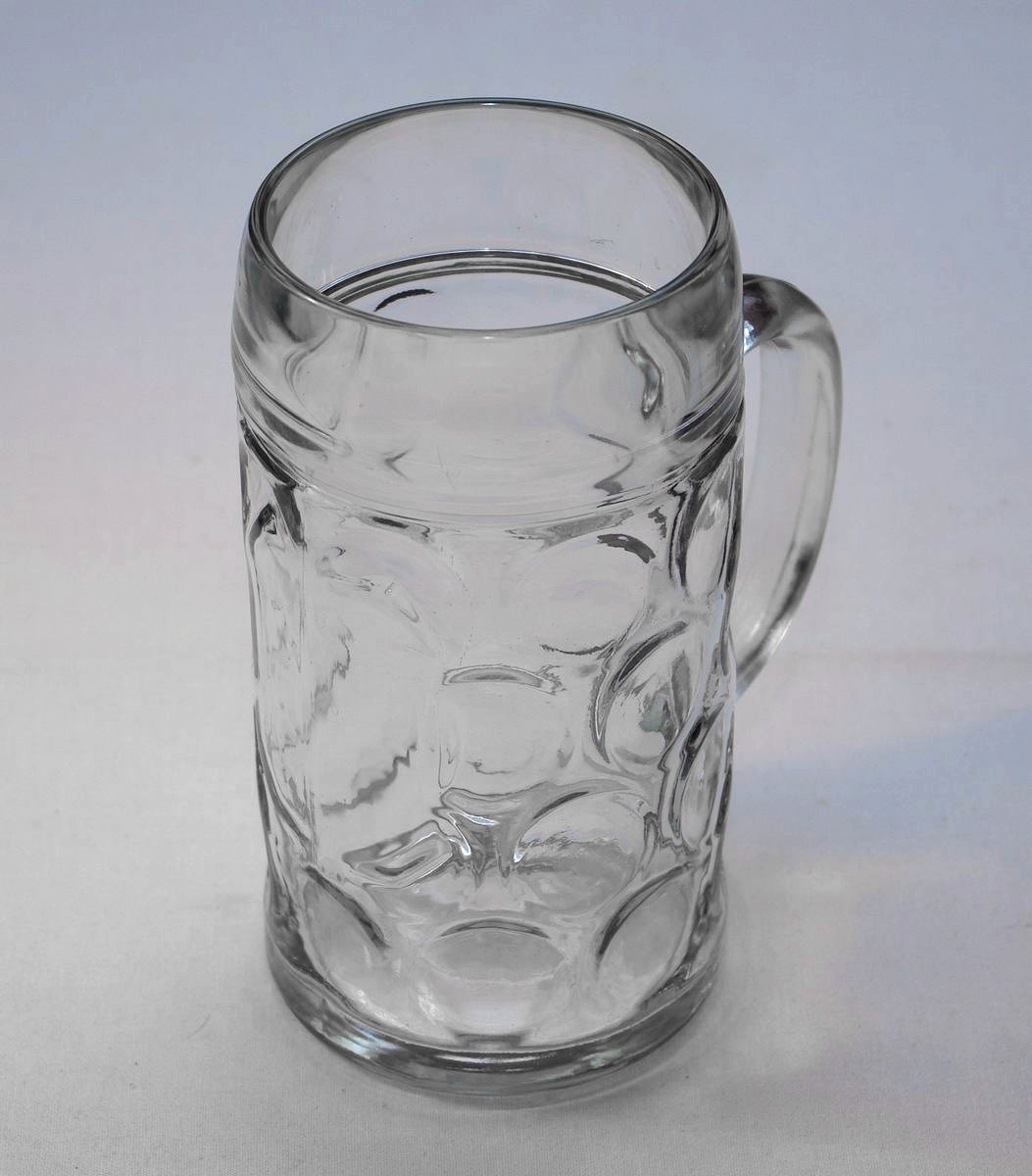
Neutraler Maßkrug ohne Logo einer Brauerei o. ä.

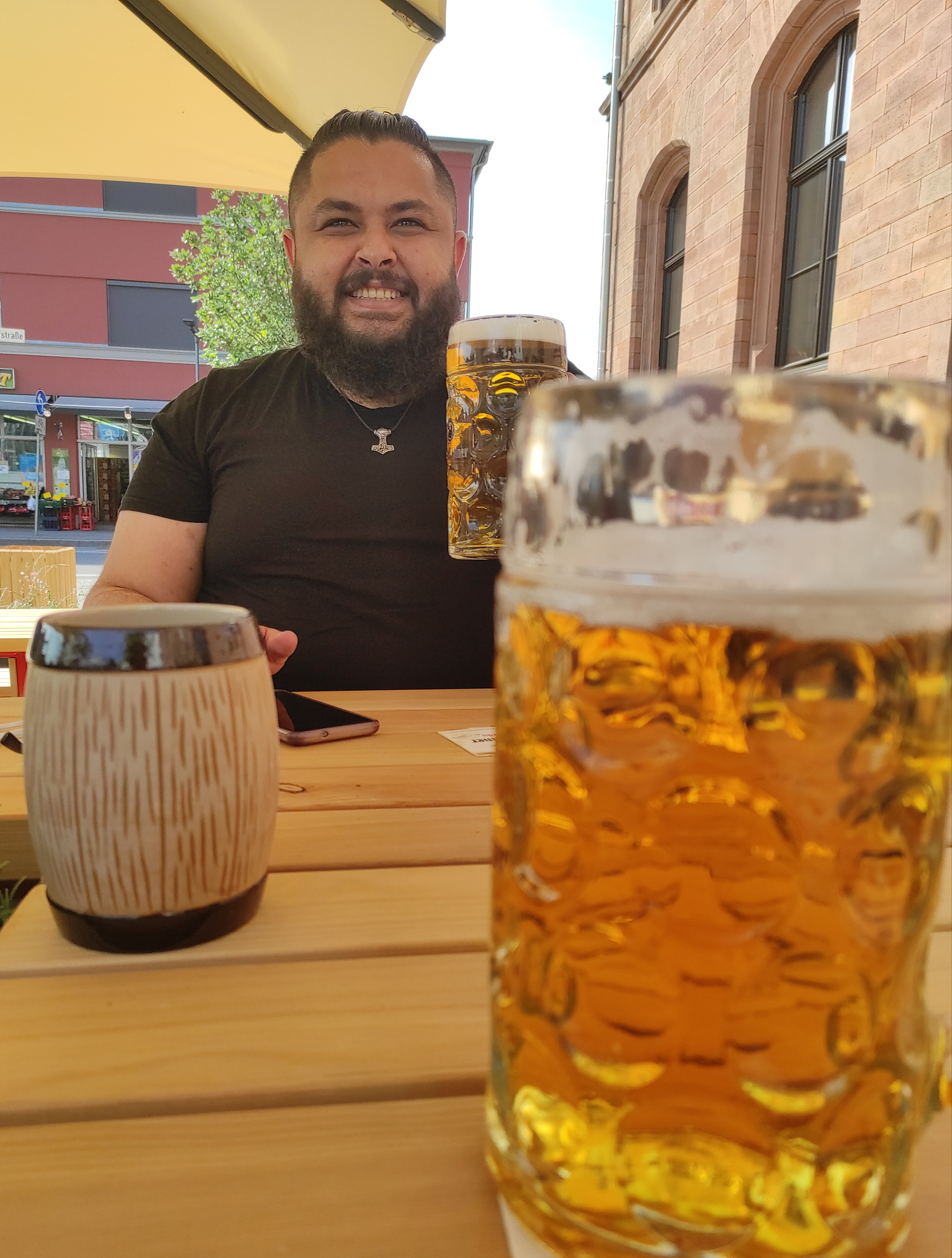
Mann hebt mit Bier gefüllten Maßkrug zum Anstoßen an

Ein Maßkrug ist ein Bierkrug, der das Volumen einer Maß fasst. Auf Bairisch und Schwäbisch heißt sie die Mass ([mas], mit kurzem geschlossenen a wie in Fass), in anderen Gegenden die Maß ([maːs], mit langem a wie in Maßband). „Eine Maß“ bedeutete ursprünglich einfach eine genormte Volumeneinheit und wurde als Wein- und Biermaß verwendet.

## Geschichte

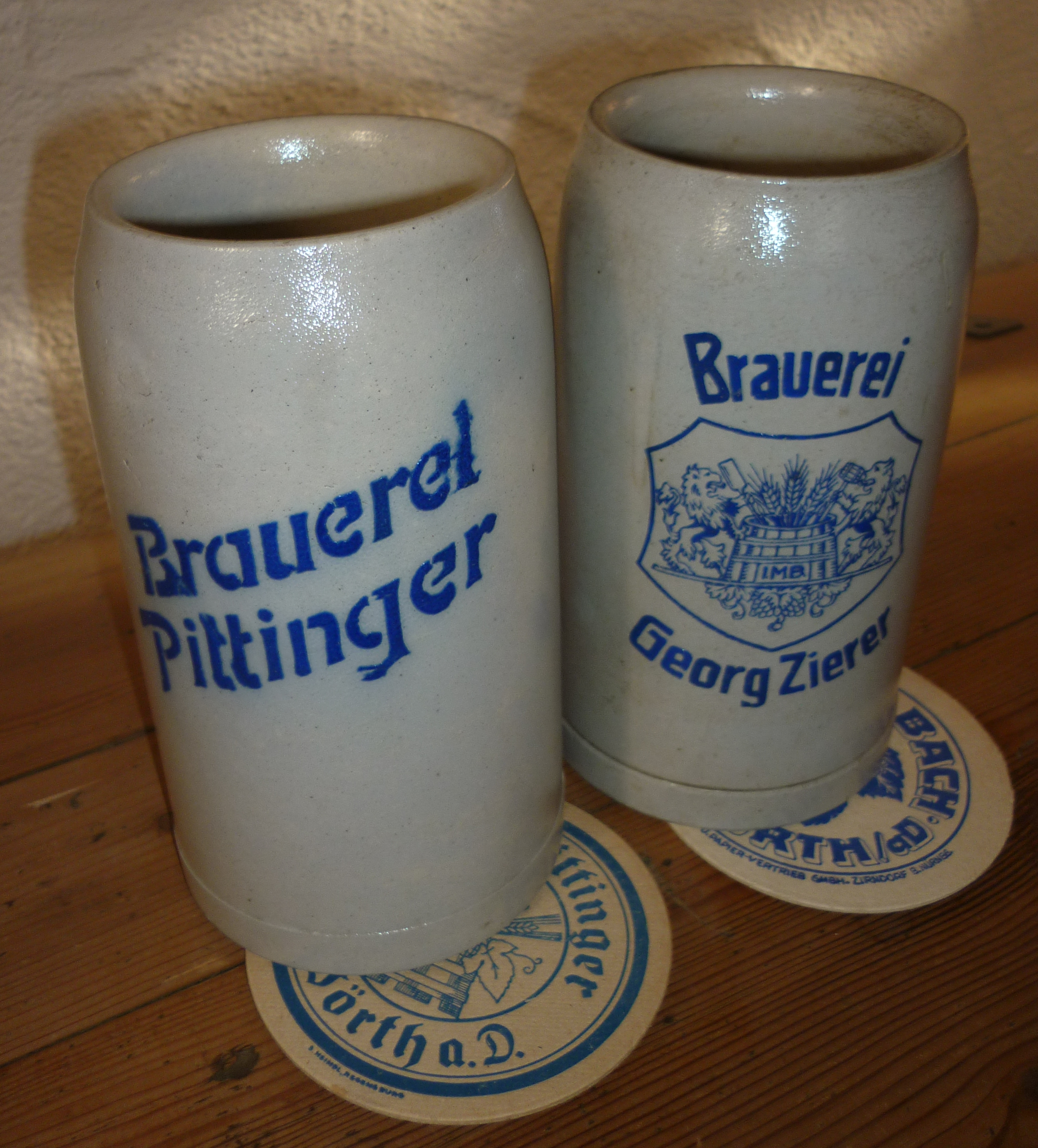
Alte „Keferloher“ Maßkrüge aus Wörth an der Donau

Die früher üblichen tönernen Maßkrüge (als „Keferloher“) wurden Ende des 19. und Anfang des 20. Jahrhunderts zunehmend gegen gläserne ausgetauscht. In Franken und unter Kennern wird immer noch der tönerne Maßkrug bevorzugt, da in diesem das Bier länger kühl bleibt. Allerdings erkennt man bei ihm nicht auf den ersten Blick, ob korrekt eingeschenkt wurde. Wird in Bayern nach einer Maß verlangt („Oa Mass!“, wenn die Anzahl betont wird, ansonsten „a Mass!“), gilt es als selbstverständlich, dass es sich um eine Maß Helles handelt oder auf bestimmten Festen wie dem Oktoberfest um Märzenbier.
Bis 1811 waren im damaligen Königreich Bayern für eine Maß unterschiedliche Mengen definiert (beispielsweise in Würzburg 1,17 Liter). Diese wurden mit 1,069 Litern Inhalt („bayerische Maß“) vereinheitlicht. Mit Gesetz vom 29. April 1869 wurde die Maß zum 1. Januar 1871 zugunsten des metrischen Liters abgeschafft, jedoch weiterhin verwendet.
Erst ab 1885 begannen die Hersteller von Maßkrügen mit der Umstellung auf das neue Maß.

## Nutzungen
Traditionell galt bei gläsernen Maßkrügen die durchgehende Rille oberhalb der „Augen“ als Eichmaß. Die Neufassung des Mess- und Eichgesetzes aus dem Jahre 2013 erfordert seit 2015 Maßkrüge mit einem gesonderten Eichstrich, welcher etwa 3 mm über der Rille liegt.

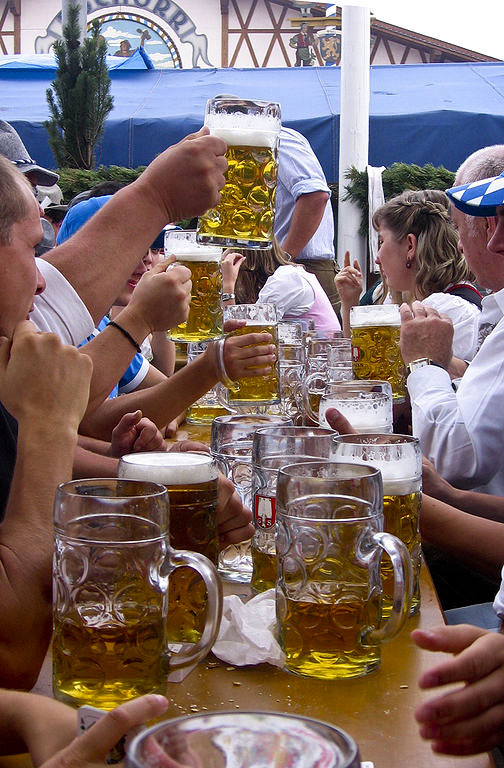
Maßkrüge auf dem Oktoberfest 2006

Besonders bekannt ist der Oktoberfest-Maßkrug, ein Sammlerkrug, der für das Münchner Oktoberfest jährlich neu gestaltet wird und das Plakatmotiv des Oktoberfests zeigt. Im Gegensatz zum gläsernen Maßkrug, in dem das Bier in den Festzelten ausgeschenkt wird, ist der Oktoberfest-Maßkrug aus Steinzeug.
Die traditionellen tönernen Maßkrüge können zusätzlich mit einem Zinndeckel versehen sein. Um diesen besser befestigen zu können, befindet sich am Henkel des Krugs immer eine Einkerbung, auch wenn der Krug keinen Deckel besitzt. Dieses Gestaltungsmerkmal besteht noch bei neueren Maßkrügen aus Glas. Es handelt sich entgegen einer landläufigen Meinung nicht um eine Sollbruchstelle, um die Verletzungsgefahr bei Schlägereien zu verringern. Bei tönernen Maßkrügen war die Füllhöhe für den Gast schwer ersichtlich, was von Gastwirten bisweilen ausgenutzt wurde. Gegen betrügerische Wirte bildete sich der „Verein gegen betrügerisches Einschenken e. V. (VGBE)“, um die Füllmenge durch ehrenamtliche Prüfer zu kontrollieren.
An den gläsernen Maßkrügen (Augenkanne) befinden sich „Augen“. Diese flachen, runden Vertiefungen dienen dazu, dem Glaskörper mehr Stabilität und eine angenehmere Optik zu geben. Entgegen häufiger Ansicht sind die Augen nicht dazu gedacht, beim Anstoßen ein Wegrutschen der Finger zu vermeiden. Das Umfassen des Maßkruges durch den Henkel hindurch beim Anstoßen birgt die Gefahr, sich die Finger zwischen zwei anstoßenden Krügen einzuklemmen. Daher greift der Erfahrene den Maßkrug zum Zwecke des Anstoßens ausschließlich am Henkel.
In Bayern und Österreich wird der Maßkrug sowohl für Bier als auch für Biermischgetränke wie Radler oder Goaßmaß und weitere alkoholische Getränke wie Schneemaß oder Laternmaß benutzt. 